# Петерсдорф (Швабија)
Петерсдорф (њем. Petersdorf) општина је у њемачкој савезној држави Баварска. Једно је од 24 општинска средишта округа Ајхах-Фридберг. Према процјени из 2010. у општини је живјело 1.671 становника. Посједује регионалну шифру (AGS) 9771155.

## Географски и демографски подаци
Петерсдорф се налази у савезној држави Баварска у округу Ајхах-Фридберг. Општина се налази на надморској висини од 461 метра. Површина општине износи 19,5 km². У самом мјесту је, према процјени из 2010. године, живјело 1.671 становника. Просјечна густина становништва износи 86 становника/km².